# Convento di Santa Maria de La Tourette
Il convento di Santa Maria de La Tourette  è un edificio religioso appartenente all'Ordine domenicano, progettato da Le Corbusier e situato nel comune di Éveux situato nella zona di L'Arbresle nei pressi di Lione e non nel territorio di La Tourette.

## Storia
Su invito del padre Couturier dell'Ordine domenicano, Le Corbusier sviluppa un progetto che unisse i principi religiosi dell'Ordine e le idee costruttive dell'architetto. Le Corbusier ha collaborato con il suo socio Andre Wogenscky, mentre assieme al progettista greco Iannis Xenakis ha studiato soluzioni armoniche per le vetrate sia orizzontalmente sia verticalmente.
Il cantiere inizia nel 1956, pur avendo dei problemi economici, viene consacrato nell'ottobre 1960. Grazie a due mecenati, il convento viene chiuso per lavori per 4 anni su 3 delle 4 ali, nel 2010 viene riaperto per ospitare monaci e per visite guidate. Nel 2011 iniziano i lavori di restauro della chiesa e della sagrestia.

## Descrizione
Il complesso conventuale comprende una chiesa, un chiostro, una sala capitolare, aule, biblioteca, sala da pranzo, varie sale, cucine e un centinaio di singole celle.
È costruito in una valle in forte discesa circondata da foreste e da pianura; per dare un aspetto meno massiccio alla struttura si è scelto di appoggiare la massa del convento su pilastri di varia altezza data la pendenza del terreno. Al suo interno vi sono cento celle per i monaci. Ancora sotto si trovano le sale studio, più in basso i refettori e infine, a contatto con il suolo, le cucine. Nelle zone adiacenti si trovano la chiesa e la sagrestia. È presente un cortile interno collegato direttamente con l'esterno.

## Architettura
Il terreno del convento si trova a lato di una strada di crinale che degrada verso valle;  Le Corbusier sfrutta la pendenza del terreno per meglio organizzare la distribuzione funzionale.
L'impianto utilizzato è molto formale, difatti non è facilmente riconoscibile come convento; l'edificio è definibile come appartenente al brutalismo, il calcestruzzo è presente ovunque, non sono presenti delle modanature e nessun elemento decorativo, in linea con i principi di povertà e semplicità dell'Ordine. Gli elementi sono articolati con l'angolo retto, inoltre le aperture sono studiate per essere a nastro andando ad occupare spesso la maggior parte della parete.
L'edificio è pensato principalmente per il rapporto che chi è all'interno ha verso l'esterno e non l'impatto paesaggistico che ha l'edificio con il contesto, questo i frati appartenenti all'Ordine dei Frati Predicatori devono avere un'alta istruzione, ed il convento è il posto dove questa preparazione avviene.
Nella sagrestia e nell'altare della chiesa è stato studiato principalmente il rapporto con la luce, sono stati inseriti dei "cannoni" di luce, finestre appositamente modellate per poter avere alle diverse ore del giorno diversi comportamenti interni della luce. Nella navata della chiesa sono presenti due finestre, una posizionata nel centro della navata mentre una posta alla sommità della parete opposta all'altare; questo gioco di luci da un diverso effetto interno durante le diverse ore del giorno.
Le Corbusier fa variare l'altezza tra il pavimento ed il soffitto a seconda dell'importanza dell'ambiente, la chiesa ha l'altezza maggiore e il corridoi con il quale vi si accede cambia di altezza mentre lo si percorre, per significare il fatto che si entra in un ambiente importante. L'ambiente d'entrata ha un'altezza bassa, ma mentre ci si avvicina al centro dell'edificio i solai cambiano d'altezza.